# Pauli Toivonen

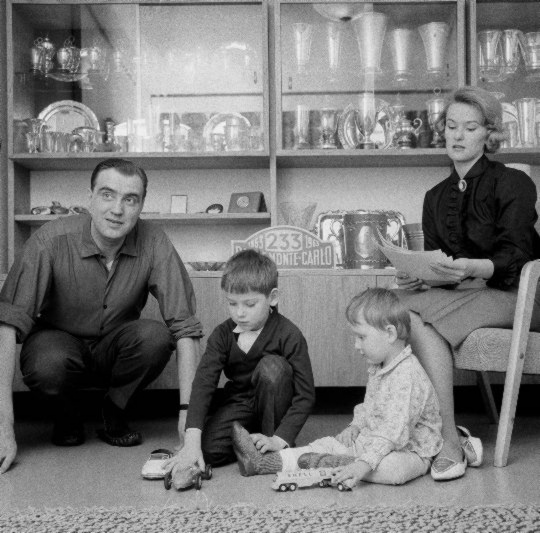
Pauli Toivonen mit seiner Frau und seinen beiden Söhnen Henri und Harri 1963

Pauli Toivonen (* 22. August 1929 in Hämeenlinna, Finnland; † 14. Februar 2005 in Espoo, Finnland) war ein finnischer Rallyefahrer.

## Leben und Karriere
Im Jahre 1966 gewann er die berühmte Rallye Monte Carlo und im Jahre 1968 die Rallye-Europameisterschaft.
Seine beiden Söhne Henri und Harri wurden ebenfalls Rallyefahrer. Der Weltklassepilot Henri Toivonen kam, zusammen mit seinem US-amerikanischen Beifahrer Sergio Cresto, am 2. Mai 1986 während der Korsika-Rallye bei einem Unfall mit einem Lancia Delta S4 der umstrittenen und bald darauf von der FIA aus dem Rallyesport verbannten Gruppe B ums Leben.

## Statistik

### Le-Mans-Ergebnisse
| Jahr | Team                           | Fahrzeug    | Teamkollege    | Platzierung | Ausfallgrund    |
| ---- | ------------------------------ | ----------- | -------------- | ----------- | --------------- |
| 1966 | Société des Automobiles Alpine | Alpine A210 | Berndt Jansson | Ausfall     | Getriebeschaden |

### Einzelergebnisse in der Sportwagen-Weltmeisterschaft
| Saison | Team            | Rennwagen               | 1   | 2   | 3   | 4   | 5   | 6   | 7   | 8   | 9   | 10  | 11  | 12  | 13  | 14  |
| ------ | --------------- | ----------------------- | --- | --- | --- | --- | --- | --- | --- | --- | --- | --- | --- | --- | --- | --- |
| 1966   | Renault Alpine  | Alpine A110 Alpine A210 | DAY | SEB | MON | TAR | SPA | NÜR | LEM | MUG | CCE | HOK | SIM | NÜR | ZEL |     |
| 1966   | Renault Alpine  | Alpine A110 Alpine A210 |     |     |     | DNF |     |     | DNF |     |     |     |     |     |     |     |
| 1967   |                 | Lancia Fulvia           | DAY | SEB | MON | SPA | TAR | NÜR | LEM | HOK | MUG | BRH | CCE | ZEL | OVI | NÜR |
| 1967   |                 | Lancia Fulvia           |     |     |     |     |     | 19  |     |     |     |     |     |     |     |     |
| 1968   | VW-Auto Oy      | Porsche 906             | DAY | SEB | BRH | MON | TAR | NÜR | SPA | WAT | ZEL | LEM |     |     |     |     |
| 1968   | VW-Auto Oy      | Porsche 906             |     |     | DNF |     |     |     |     |     |     |     |     |     |     |     |
| 1969   | Porsche         | Porsche 911             | DAY | SEB | BRH | MON | TAR | SPA | NÜR | LEM | WAT | ZEL |     |     |     |     |
| 1969   | Porsche         | Porsche 911             |     | DNF |     |     |     |     |     |     |     |     |     |     |     |     |
| 1970   | Racing Team AAW | Porsche 911             | DAY | SEB | BRH | MON | TAR | SPA | NÜR | LEM | WAT | ZEL |     |     |     |     |
| 1970   | Racing Team AAW | Porsche 911             |     |     |     | 14  |     |     |     |     |     |     |     |     |     |     |